# Morris, Illinois
Morris là một thành phố thuộc quận Grundy, tiểu bang Illinois, Hoa Kỳ. Năm 2010, dân số của thành phố này là 13636 người.

## Dân số
Dân số qua các năm:
- Năm 2000: 11928 người.
- Năm 2010: 13636 người.